# 市川オークラ劇場
市川オークラ劇場（いちかわオークラげきじょう）は、かつて千葉県市川市に存在し、同市内最古であった映画館である。1923年（大正12年）、千葉県東葛飾郡市川町大字三本松（現在の市川市市川1丁目）に三松館（さんしょうかん）として開館、市川東宝三松館（いちかわとうほうさんしょうかん）の名称を経て、第二次世界大戦後は日活と直営館契約をし、1952年（昭和27年）には市川日活館（いちかわにっかつかん）と改称、1954年（昭和29年）の大蔵興行所（大蔵貢）への売却後も同名称を続けた。1970年（昭和45年）前後に改称した。
市川日活館の時代に永井荷風、島尾敏雄らが来館し輸入映画を観たことがある。が、現存しない。

## 沿革
- 1923年 - 三松館として開館[6][1]
- 1940年前後 - 市川東宝三松館と改称[11][12]
- 1950年 - 日活三松館と改称[13][14]
- 1952年 - 市川日活館と改称[15]
- 1954年 - 日活が大蔵興行所に同館を売却[16]
- 1970年前後 - 市川オークラ劇場と改称[4]
- 1985年 - 閉館[5][20]

## データ
- 所在地：千葉県東葛飾郡市川町大字三本松[7][8]
  - のちの同県市川市市川1072番地[11]
  - 現在の同県同市市川1丁目6番19号 スミノ市川の位置[21]

北緯35度43分48.4秒 東経139度54分31.55秒 / 北緯35.730111度 東経139.9087639度
- 経営：村瀬虎雄[1][2] → 浅川得[22][23] → 奥沢唯一郎[11][12] → 日活[13][14] → （大蔵興行所 → ）大蔵映画
- 構造：木造二階建
- 観客定員数：450名（1927年[7][8]）、500名（1930年[9]）、600名（1942年[11]・1943年[12]）

## 歴史

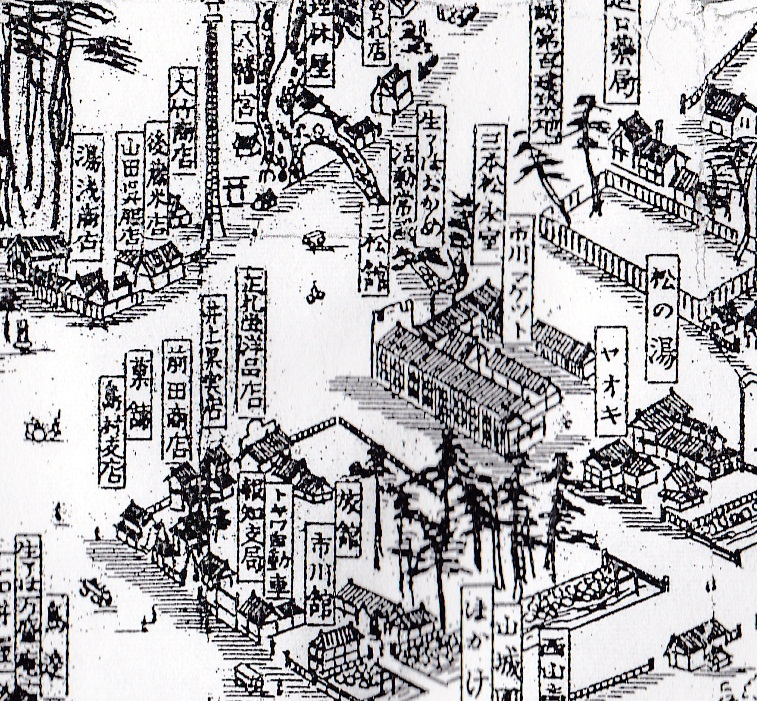
同館（活動常設三松館）付近の略図（「千葉県市川町鳥瞰図」1928年）。館前の大通り（千葉街道）にある「三本松」は現存しない。同館正面の「後藤米店」「湯浅商店」は現在の「後藤ビル」「湯浅本店ビル」。地図下部の「旅館市川館」は現在の「市川館ビル」。

### 三松館の時代
1923年（大正12年）、国鉄（現在のJR東日本）総武本線の市川駅北口すぐの千葉街道沿い、千葉県東葛飾郡市川町大字三本松に三松館として開館した。同館は、同町内（同市内）最初の映画常設館であり、当初の営業時間は午後1時-10時であった。当初の経営者は村瀬虎雄で、村瀬はのちに同市の四カ町村合併市制実施のための委員に選ばれた人物である。同館の興行系統は日活および東亜キネマであり、同館に次いで1924年（大正13年）前後の時期、市川橋たもとに開館した市川館（のちの市川映画館、経営・中村八十吉、大字二丁目、現在の市川3丁目23番1号）が松竹キネマの作品を興行し、町内（市内）での棲み分けが行われた。
同館の正面には、同地の大字の由来になり「市川名所」に数えられた「三本松」があり、1本の根から3本の松が生えていた（1958年伐採）。同館の東隣りには1920年（大正9年）に開設された「市川マーケット」（2008年解体）があり、商店が栄えていた。
昭和に入ると、三松館が日活およびマキノ・プロダクション、市川館が松竹キネマおよび帝国キネマ演芸の作品をそれぞれ上映するようになっていた。1929年（昭和4年）には春日会館（のちの市川東宝映画劇場、経営・株式会社春日会館、新田165番地、現在の新田5丁目1番3号）が開館して松竹キネマを上映するようになると、三松館が日活および洋画（外国映画）、市川館（経営・島崎國平）がマキノ・プロダクション作品をそれぞれ上映するように変わった。
1934年（昭和9年）11月3日、市制が敷かれ市川町は市川市になり、映画界にはトーキーの時代が来た。1935年（昭和10年）2月20日、前年11月に撤回された全日本映画演劇従業員組合（のちの日本映画演劇労働組合）加盟組合員1名の整理通告が突如行なわれたことに対し、争議が起きた。同年同月24日にはストライキが行なわれ、女性の生理休暇も要求に盛り込まれていた。同争議当時の同館の経営者は、千葉羽衣館、八王子日活、高崎電気館、前橋電気館と同一の浅川得（1877年 - 没年不詳）であった。
1940年（昭和15年）前後には、経営が奥沢唯一郎に変わって館名も市川東宝三松館と改称し、東宝映画（現在の東宝の前身）作品を上映するようになっていた。1942年（昭和17年）には第二次世界大戦による戦時統制が敷かれ、日本におけるすべての映画が同年2月1日に設立された社団法人映画配給社の配給になり、すべての映画館が紅系・白系の2系統に組み入れられたが、『映画年鑑 昭和十七年版』では同館の興行系統については記述されていない。奥沢唯一郎は、のちに戦後1975年（昭和50年）まで、映画用ポスターなどの宣材物を扱う株式会社日本企画の副社長を務めた人物である。当時の観客定員数は500名であった。この当時は、市川館は市川映画館になり経営も簱栄吉（簱興行）に変わり、春日会館も市川松竹館になり経営も臼井荘一に変わっていた。

### 市川日活館の時代

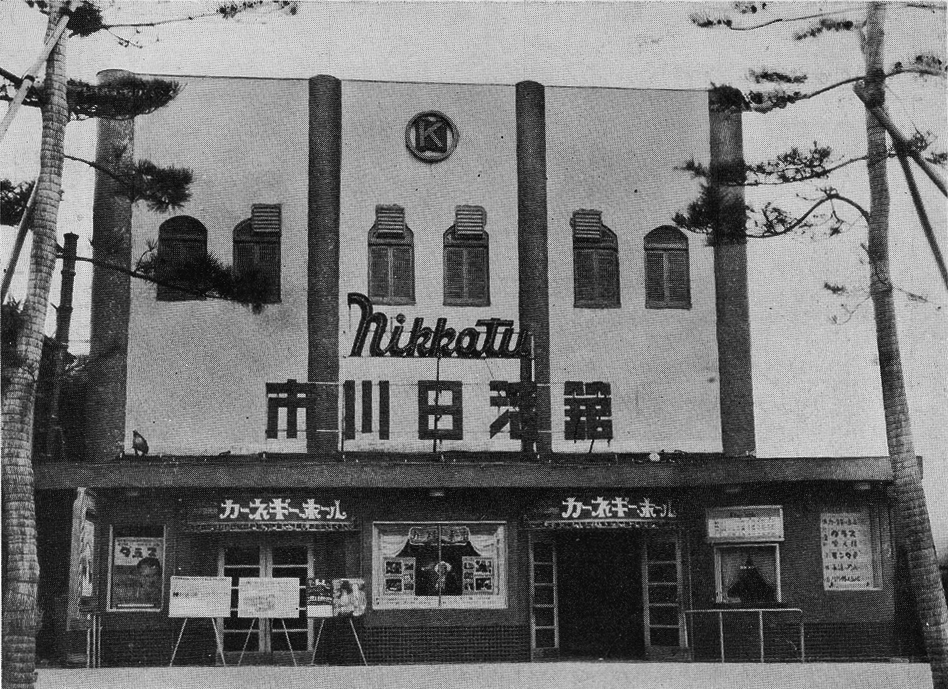
1952年（昭和27年）1月25日に公開された『カーネギー・ホール』を上映中の同館（市川日活館）の写真。

戦後は、1946年（昭和21年）9月には日活が賃借して市川三松館として開館し、同年11月、同館の経営権が奥沢唯一郎から日活に譲渡されて直営館となり、1950年（昭和25年）までに日活三松館と改称した。同年、市川映画館を経営していた簱興行は同館を閉館し、同市内の本八幡駅前に八幡映画劇場を開館した。三松館は、1952年（昭和27年）には市川日活館と改称、当時の同館では、同年1月25日にユナイト映画・松竹配給で日本初公開された『カーネギー・ホール』、前年12月27日にワーナー・ブラザース配給で日本初公開された『ダラス』などが上映されており、日活は当時まだ製作拠点を持っておらず、同館のような直営館では他社が配給する洋画などが上映されていた。永井荷風は、同年5月20日に同館で『アンナ・カレニナ』（配給東和映画・東宝、日本公開1951年9月11日）を観たことを日記『断腸亭日乗』に記している。
1953年（昭和28年）9月、日活は戦後初の製作拠点として、東京都調布市に日活撮影所を開き、1954年（昭和29年）には同館を大蔵貢が経営する大蔵興行所（現在の大蔵映画）に売却した。大蔵傘下になってからも「市川日活館」の館名はそのままであった。同年、簱興行が八幡文化劇場を開館し、同市内の映画館は4館になった。同年、島尾敏雄が妻のミホとともに『忘れられた人々』（配給松竹・パールハウス映画、日本公開1953年8月11日）を同館で観たことが『「死の棘」日記』に記されている。

### 市川オークラ劇場の時代
1965年（昭和40年）4月、同館を経営する大蔵映画がピンク映画（成人映画）の興行網「オーピーチェーン」を提唱、上野パーク劇場（台東区上野2丁目）、カジバシ座（中央区八重洲2丁目）、目黒ライオン座（現在の目黒シネマ、品川区上大崎2丁目）、池袋シネマセレサ（現在のシネマロサ2、豊島区西池袋1丁目）、横浜東亜映画劇場（横浜市中区曙町1丁目）、大宮大蔵劇場（のちの大宮オークラ劇場、当時・大宮市宮町1丁目）、立石金竜座（葛飾区立石7丁目）、笹塚パール座（渋谷区笹塚）の8館とともにこれに参加、日本シネマフィルム、関東映配、葵映画、関東ムービー配給社、ヒロキ映画などが製作した作品を大蔵映画が配給し、同月第1週からこれらの作品の上映を開始した。これを機に市川OP劇場、1970年（昭和45年）前後には市川オークラ劇場と改称した。
1984年（昭和59年）10月から改装を理由に休館したが、1985年（昭和60年）には閉館、60年を超える同館の歴史に幕を下ろした。
跡地には1989年（平成元年）1月、鉄筋コンクリート造9階建のマンション「スミノ市川」が建ち、同マンション1階には、野村證券市川支店が入居している。簱興行が本八幡駅前に経営した4館は2001年（平成13年）にすべて閉館したが、同市内の映画館は、2013年（平成25年）現在、日本毛織中山工場の跡地にあるニッケコルトンプラザ内のTOHOシネマズ市川コルトンプラザ（9スクリーン、1999年開館）、イオン市川妙典店内のイオンシネマ市川妙典（9スクリーン、1999年開館）の2サイト18スクリーンが存在する。